# Clifford Possum Tjapaltjarri
Clifford Possum Tjapaltjarri AO (1932 – 21 juin 2002) est un peintre australien, considéré comme l'un des artistes aborigènes australiens les plus collectionnés et les plus renommés. Ses peintures sont conservées dans des galeries et des collections en Australie et ailleurs, notamment à la Art Gallery of New South Wales, à la Galerie nationale d'Australie (National Gallery of Australia), à la Kelton Foundation et à la Royal Collection.

## Biographie
Le père de Clifford Possum est Tjatjiti Tjungurrayai et sa mère est Long Rose Nangala. Après la mort de son père, dans les années 1940, sa mère épouse Gwoya Jungarai, plus connu sous le nom de One Pound Jimmy, dont l'image a été utilisée sur un timbre-poste australien bien connu. Son frère est Tim Leura Tjapaltjarri, dont l'œuvre figure sur un autre timbre. Son frère aîné, Cassidy Possum Tjapaltjarri, est un traditionaliste qui sortait à peine de la communauté Yuelamu et est l'un des aînés les plus respectés jusqu'à son décès en 2006. Clifford Possum Tjapaltjarri est le plus célèbre des artistes contemporains qui vivaient autour de Papunya, dans la région du désert occidental du Territoire du Nord, lorsque le style de peinture acrylique (connu populairement sous le nom de « Papunya Tula », dot art ou dotpainting (nl)) a été initié. Geoffrey Bardon est venu à Papunya au début des années 1970 et a encouragé les aborigènes à mettre leurs histoires de rêve sur toile, des histoires qui étaient auparavant représentées de manière éphémère sur le sol. Clifford Possum est devenu l'un des chefs de file de cette école de peinture, appelée le mouvement artistique du désert occidental. Sa première exposition internationale a eu lieu à Londres à la Rebecca Hossack Gallery en 1990 et s'intitulait « Clifford Possum et les artistes de Papunya Tula ». Clifford Possum appartenait au groupe culturel et linguistique Anmatyerre de la communauté d'Alherramp (Laramba).
Clifford Possum Tjapaltjarri meurt à Alice Springs le jour où il devait être investi de l'ordre d'Australie pour sa contribution à l'art et à la communauté indigène. Ses nécrologies, parues dans les journaux du monde entier, le désignaient généralement sous le nom de Clifford Possum et lui donnaient environ 70 ans. Bien que son année de naissance soit considérée comme approximativement correcte, le jour et le mois restent non documentés. Ses deux filles, Gabriella Possum Nungurayyi et Michelle Possum Nungurayyi, sont elles-mêmes des artistes renommées. Il y a eu une controverse juridique autour de son enterrement, car sa famille et sa communauté survivantes ont soutenu qu'il souhaitait être enterré dans un endroit différent de celui spécifié dans son testament. Il est enterré à Yuelamu, qui avait été la préférence de sa communauté et de ses filles, plusieurs semaines après sa mort.

## Postérité
À titre posthume, les œuvres de Tjapaltjarri suscitent une attention croissante. Le majestueux tableau de l'artiste, Warlugulong (précédemment acheté par la Commonwealth Bank pour 1 200 $) est vendu aux enchères par Sotheby's le 24 juillet 2007. Avant la vente aux enchères, l'œuvre était censée entrer dans l'histoire de l'art en tant que toile aborigène la plus chère aux enchères. L'œuvre avait été estimée à 2,5 millions de dollars australiens, soit plus du double du record de l'époque pour l'art aborigène aux enchères. L'œuvre a en fait été vendue pour 2,4 millions de dollars, ; le lendemain, il est révélé que la National Gallery of Australia est l'acheteur. L'achat par la galerie a apaisé les tensions liées à une rumeur d'intervention juridique du gouvernement si l'œuvre avait été achetée par un acheteur étranger, par crainte que des œuvres d'art indigènes importantes ne soient « perdues » à l'étranger.

## Grandes collections
- Galerie d'art de la Nouvelle-Galles du Sud[9]
- Collection Holmes à Court[10]
- Fondation Kelton[9]
- Galerie nationale d'Australie[9]
- Collection d'art aborigène Kluge-Ruhe de l'université de Virginie
- Galerie Redrock, Melbourne[11]